# Alexander Wladimirowitsch Kibalko
Alexander Wladimirowitsch Kibalko (russisch Александр Владимирович Кибалко, wiss. Transliteration Aleksandr Vladimirovič Kibalko; * 25. Oktober 1973 in Astana) ist ein ehemaliger kasachisch-russischer Eisschnellläufer.

## Werdegang
Kibalko, der zu Beginn seiner Karriere für den kasachischen Verband startete, kam bei den Juniorenweltmeisterschaften 1993 in Baselga di Piné auf den 24. Platz im Kleinen-Vierkampf und wechselte nach der Saison 1994/95 zum russischen Verband. In der Saison 1995/96 nahm er in Almaty erstmals am Eisschnelllauf-Weltcup teil, wobei er in der B-Gruppe die Plätze vier und eins über 1000 m errang und lief bei den Einzelstreckenweltmeisterschaften 1996 in Hamar auf den 11. Platz über 1000 m. In der Saison 1996/97 belegte er bei den Sprintweltmeisterschaft 1997 in Hamar den 15. Platz im Sprint-Mehrkampf und bei den Einzelstreckenweltmeisterschaften 1997 in Warschau den 17. Platz über 500 m sowie den 12. Rang über 1000 m. In den folgenden Jahren kam er bei der Sprintweltmeisterschaft 1998 in Berlin auf den 24. Platz im Sprint-Mehrkampf, bei den Olympischen Winterspielen 1998 in Nagano auf den 32. Platz über 500 m, auf den 23. Rang über 1000 m sowie auf den 22. Platz über 1500 m und bei den Einzelstreckenweltmeisterschaften 2000 in Nagano auf den siebten Platz über 1500 m. Zu Beginn der Saison 2000/01 errang er in Berlin mit dem dritten Platz über 1500 m seine erste Podestplatzierung im Weltcup. Im weiteren Saisonverlauf kam er über diese Distanz viermal unter den ersten Zehn, darunter jeweils Platz zwei in Hamar und Calgary und gewann damit die Weltcupwertung über 1500 m. Zudem wurde er bei der Mehrkampfeuropameisterschaft 2001 in Baselga di Piné Fünfter im Großen-Vierkampf, bei der Mehrkampfweltmeisterschaft 2001 in Budapest Sechster im Großen-Vierkampf, bei den Einzelstreckenweltmeisterschaften 2001 in Salt Lake City Neunter über 5000 m sowie Vierter über 1500 m und russischer Meister im Großen-Vierkampf. In der Saison 2001/02 erreichte er mit drei Top-Zehn-Platzierungen den zehnten Platz in der Weltcupwertung über 1500 m, bei der Mehrkampfeuropameisterschaft 2002 in Erfurt den 11. Platz im Großen-Vierkampf und bei den Olympischen Winterspielen 2002 in Salt Lake City den 22. Platz über 1500 m.
In der folgenden Saison lief Kibalko mit drei Top-Zehn-Platzierungen, darunter Platz drei über 1500 m in Erfurt auf den fünften Platz in der Weltcupwertung über 1500 m, bei der Mehrkampfeuropameisterschaft 2003 in Heerenveen auf den 12. Platz im Großen-Vierkampf und bei den Einzelstreckenweltmeisterschaften 2003 in Berlin auf den 16. Platz über 1500 m. Außerdem siegte er bei den russischen Meisterschaften über 500 m, 1000 m und 1500 m. Bei der Sprintweltmeisterschaft im Januar 2004 in Nagano errang er den 21. Platz im Sprint-Mehrkampf. Nachdem er zu Beginn der Saison 2005/06 in Calgary mit dem dritten Platz über 1500 m letztmals im Weltcup aufs Podium lief, kam er mit einer weiteren Top-Zehn-Platzierung auf den zehnten Platz in der Weltcupwertung über 1500 m und absolvierte in Heerenveen seinen letzten Weltcup, welchen er auf dem 18. Platz über 1500 m beendete. Beim Saisonhöhepunkt, den Olympischen Winterspielen 2006 in Turin, belegte er den 32. Platz über 1500 m, den 21. Rang über 1000 m und den fünften Platz in der Teamverfolgung.

## Erfolge

### Olympische Spiele
- 1998 Nagano: 22. Platz 1500 m, 23. Platz 1000 m, 32. Platz 500 m
- 2002 Salt Lake City: 22. Platz 1500 m
- 2006 Turin: 5. Platz Teamverfolgung, 21. Platz 1000 m, 32. Platz 1500 m

### Einzelstrecken-Weltmeisterschaften
- 1996 Hamar: 11. Platz 1000 m
- 1997 Warschau: 12. Platz 1000 m, 17. Platz 500 m
- 2000 Nagano: 7. Platz 1500 m
- 2001 Salt Lake City: 4. Platz 1500 m, 9. Platz 5000 m
- 2003 Berlin: 16. Platz 1500 m

### Mehrkampf-Weltmeisterschaften
- 2001 Budapest: 6. Platz Großer Vierkampf

### Sprint-Weltmeisterschaften
- 1997 Hamar: 15. Platz Sprint-Mehrkampf
- 1998 Berlin: 24. Platz Sprint-Mehrkampf
- 2004 Nagano: 21. Platz Sprint-Mehrkampf

### Europameisterschaften
- 2001 Baselga di Piné: 5. Platz Großer Vierkampf
- 2002 Erfurt: 11. Platz Großer Vierkampf
- 2003 Heerenveen: 12. Platz Großer Vierkampf

## Persönliche Bestzeiten
| Disziplin | Zeit         | Datum             | Ort             |
| --------- | ------------ | ----------------- | --------------- |
| 500 m     | 35,64 s      | 7. Dezember 2003  | Calgary         |
| 1000 m    | 1:08,85 min  | 12. Dezember 2003 | Salt Lake City  |
| 1500 m    | 1:45,02 min  | 18. November 2005 | Salt Lake City  |
| 3000 m    | 3:54,06 min  | 15. November 2002 | Erfurt          |
| 5000 m    | 6:32,56 min  | 9. März 2001      | Salt Lake City  |
| 10000 m   | 14:16,63 min | 12. Januar 2001   | Baselga di Piné |